# Марьясин, Лев Ефимович
Лев Ефи́мович Марья́син (1894, Могилёв — 22 августа 1938, Москва) — советский государственный и партийный деятель, председатель правления Госбанка СССР. Член ЦИК СССР 7 созыва.

## Биография
Родился в семье юрисконсульта Ефима Львовича (Хаима Лейбовича) Марьясина. В 1915 вступил в РСДРП(б). В 1917—1918 был комиссаром учебных заведений Московского военного округа. В 1918—1920 возглавлял Отдел Всероссийского главного штаба, ведающий Всевобучем. В 1920 перешёл на партийную работу, стал председателем Воронежского горкома ВКП(б). В 1920—1921 был секретарём Орловского губкома ВКП(б).
В 1922 году Марьясин направлен на хозяйственную работу в Туркестан, где в 1922—1923 был председателем Центрального совета народного хозяйства (ЦСНХ) ТаССР. В 1923—1924 — заведующий отделом торговой и финансовой политики Главного экономического управления ВСНХ. В 1925—1927 руководил информационно-статистическим отделом ЦК КП(б) Украины. Работая в Харькове, Марьясин был избран членом ЦК КПУ. В конце 1927 года назначен заместителем заведующего орграспредотделом ЦК ВКП(б). В 1928—1930 учился в Институте красной профессуры.
В конце 1920-х — начале 1930-х годов Марьясин входил в круг ближайших друзей Ежова. Ежов называл Марьясина — «Лёвушка». Марьясин познакомил Ежова со своим начальником Ю. Л. Пятаковым. На даче Ежова они вместе с Пятаковым, Аркусом и Конаром проводили время за обильной выпивкой. Сохранились описания весьма экстравагантных пьяных развлечений Марьясина и Ежова. Как показал Ежов на суде, как-то «Пятаков, будучи выпивши, два раза меня кольнул булавкой. Я вскипел и ударил Пятакова по лицу и рассёк ему губу. После этого случая мы поругались и не разговаривали». Марьясин пытался помирить влиятельного Ежова со своим шефом. После этого Ежов порвал и с ним.
После окончания ИКП был утверждён в должности члена Правления Госбанка СССР, а спустя год назначен заместителем Председателя Правления Госбанка СССР. В 1934 году назначен Председателем Правления Государственного банка СССР, а также членом СТО и заместителем наркома финансов.
14 июля 1936 года был на приёме у Сталина с 18.25 по 18.50. В тот же день отстранён от должности Председателя Правления Государственного банка СССР «в связи с переходом на другую работу». Вероятно к этой встрече со Сталиным относится воспоминание А. В. Снегова о том, что директор Госбанка СССР Л. Е. Марьясин высказал Сталину опасения насчёт своей судьбы. Сталин обнял Марьясина со словами: «Ты же не оппозиционер. Ты наш красный банкир. Чего тебе бояться?».
После этой встречи «его кабинет был блокирован обыкновенной пластилиновой печатью. Но Лев Ефимович… исправно появлялся на работе, а редкие сотрудники шарахались от бывшего шефа, как от страшной проказы…». 18 июля Марьясин обратился к Сталину:

Тов. С Т А Л И Н !
Крайне обеспокоен решением об отмене моего назначения в аппарат ЦК. Мне очень тяжело.
Прошу Вас, примите меня на 10—15 минут, выслушайте меня.
Л. Марьясин
18.УII.36г.

31 июля 1936 Марьясин ещё раз напомнил Сталину, что сидит без работы — принят не был, но место получил. С августа по декабрь 1936 года работал начальником строительства Черкасского консервного комбината в Киевской области.
Арестован 20 декабря 1936 года. Приговорён ВКВС СССР 10 сентября 1937 года к расстрелу по обвинению в участии в контрреволюционной террористической организации. Приговор приведён в исполнение спустя почти год — 22 августа 1938 года.
Арестованный начальник 1 отдела ГУГБ НКВД СССР И. Я. Дагин в показаниях от 15 ноября 1938 года сообщал: 

Ежов… пристально посмотрел на меня и сказал… «Был у меня такой хороший приятель — Марьясин… вместе с ним работали мы в ЦК. Марьясин пошёл против нашего дела и за это по моему указанию его каждый день били… Дело Марьясина было давно закончено, назначалось к слушанию, но каждый день откладывалось по моему распоряжению для того, чтобы продолжать избивать Марьясина. Я велел отрезать ему ухо, нос, выколоть глаза, резать Марьясина на куски. И так будет со всеми»
То же показывал арестованный в 1939 году заместитель наркома внутренних дел М. Фриновский:

Был арестован МАРЬЯСИН — быв. пред. Госбанка, с которым ЕЖОВ до ареста был в близких отношениях. К следствию по его делу ЕЖОВ проявил исключительный интерес. Руководил следствием по его делу лично сам, неоднократно бывая на его допросах. МАРЬЯСИН содержался все время в Лефортовской тюрьме. Избивался он зверски и постоянно. Если других арестованных избивали только до момента их признания, то МАРЬЯСИНА избивали даже после того, как кончилось следствие и никаких показаний от него не брали.
Однажды, обходя кабинеты допросов вместе с ЕЖОВЫМ (причем ЕЖОВ был выпивши), мы зашли на допрос МАРЬЯСИНА, и ЕЖОВ долго говорил МАРЬЯСИНУ, что он ещё не все сказал, и, в частности, сделал МАРЬЯСИНУ намек на террор вообще и теракт против него — ЕЖОВА, и тут же заявил, что «будем бить, бить и бить».

## Семья
- Жена — Нонна Белоручева, разошлась, во второй половине 1930-х в гражданском браке Владимиром Киршоном[10]
- Брат — Александр Ефимович Марьясин, (1893—26.05.1937), директор Дорогомиловского химического завода имени Фрунзе. Исключён из ВКП(б). Арестован, расстрелян. Место захоронения: Донское кладбище[11].

## Комментарии
1. ↑  Уточнение в воспоминаниях А. В. Снегова: «Через неделю Марьясин был арестован» — ошибочно, так как Марьясин после того, как  был снят с поста  директора Госбанка СССР, 4 месяца проработал начальником строительства Черкасского консервного комбината в Киевской области и только потом был арестован в Черкассах и этапирован в Москву[5].